# Sanrio
 (juin 2017).
Si vous disposez d'ouvrages ou d'articles de référence ou si vous connaissez des sites web de qualité traitant du thème abordé ici, merci de compléter l'article en donnant les références utiles à sa vérifiabilité et en les liant à la section « Notes et références ».

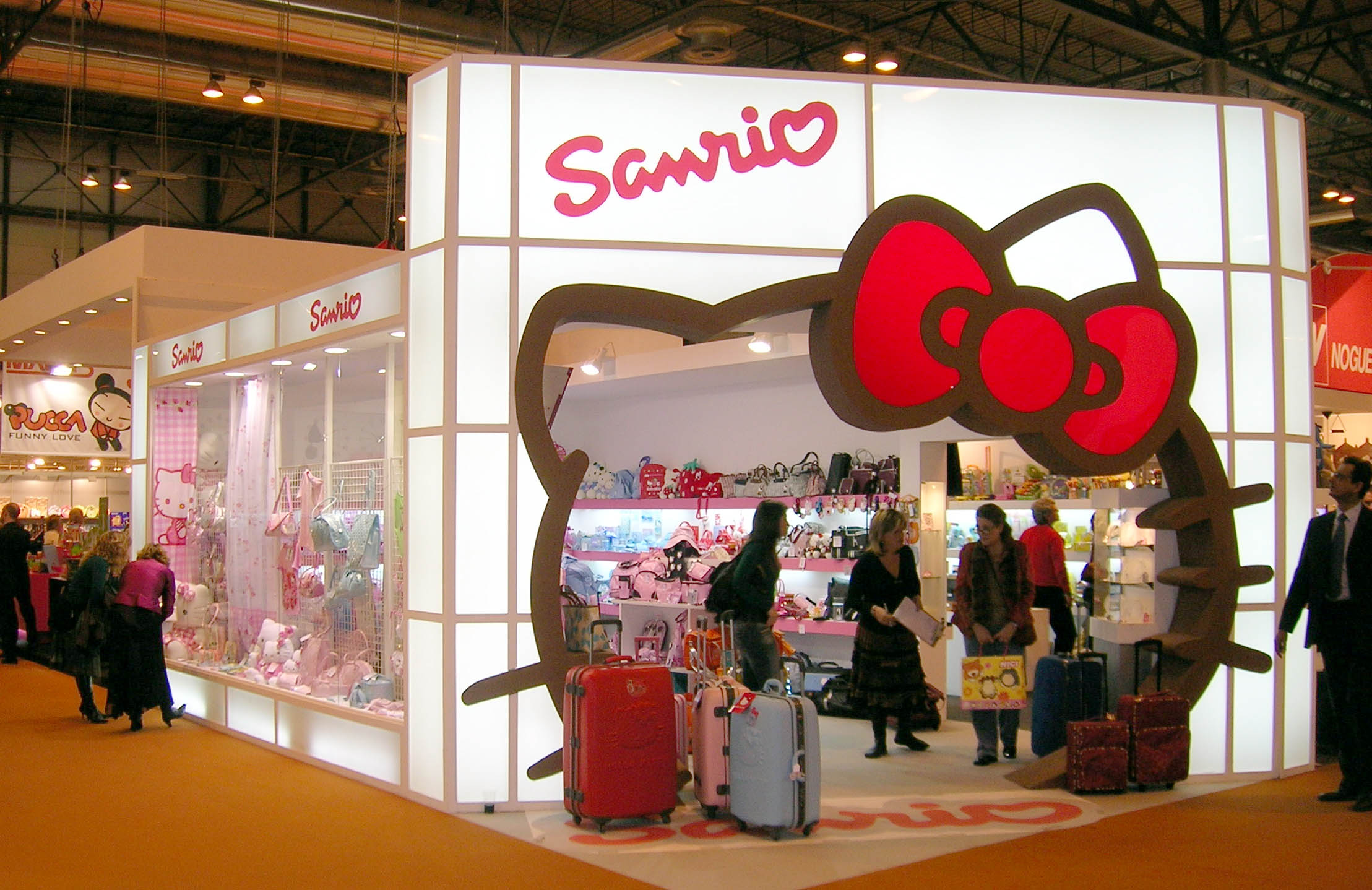
Stand Noguera Kitty à Madrid.

Sanrio est une compagnie japonaise qui est à l'origine d'une gamme de personnages au design très reconnaissable, kawaii, et qui vend (ou cède une licence) de nombreux produits portant sa marque.

## Historique

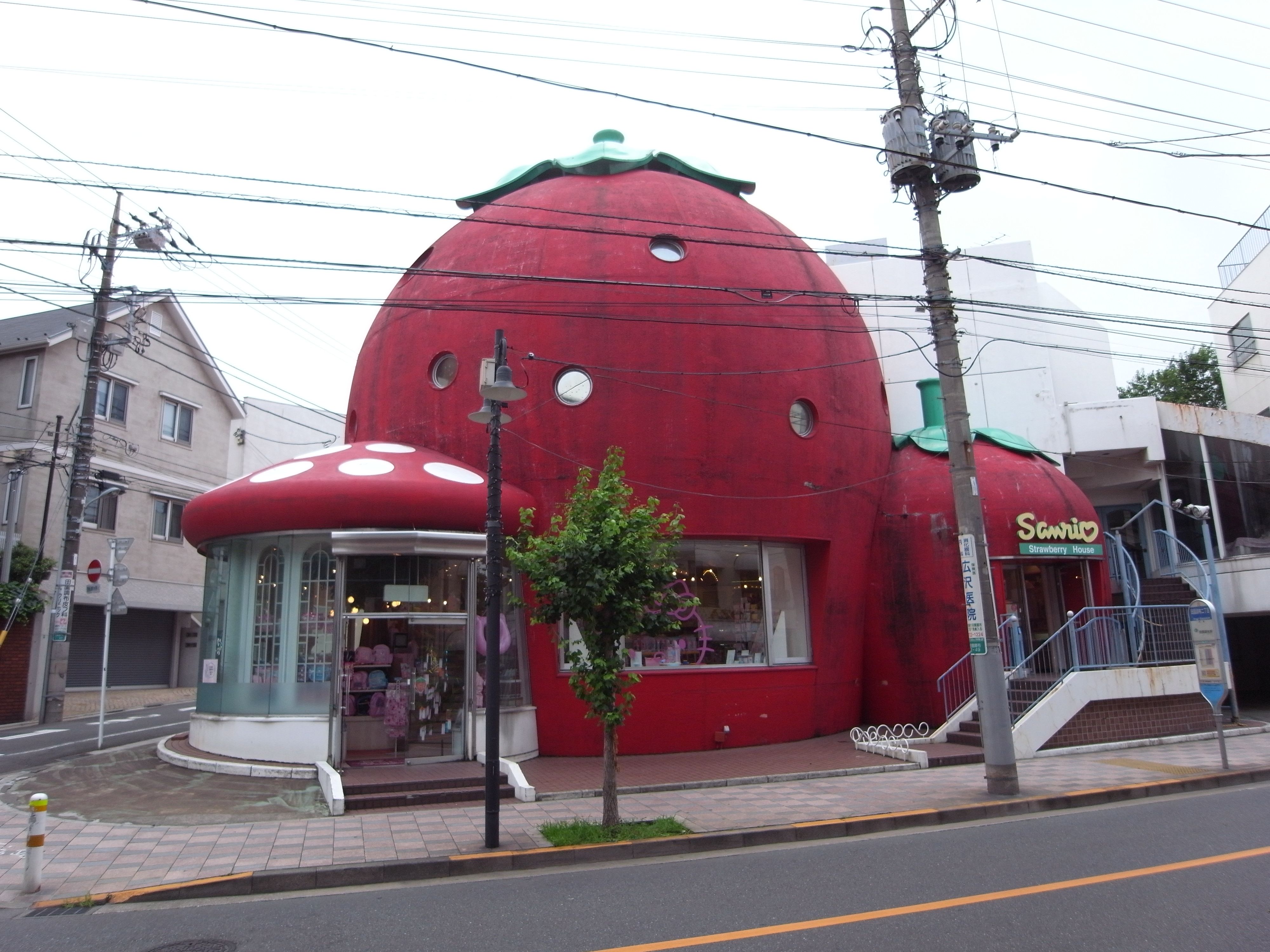
«La maison fraise » était une boutique à Den'enchōfu. Elle a été démolie en 2012.

Shintaro Tsuji fonde Sanrio le 10 août 1960, sous le nom de Yamanashi Silk Company, avec un capital de 1 000 000 yens. 250 000 yens de ce capital provenaient d’anciens collègues de Tsuji dans l’administration publique, le reste provenant de sa pension et de ses économies personnelles. En 1962, Tsuji étend son activité de la soie aux sandales en caoutchouc décorées de fleurs peintes à la main. Il remarque que ses produits se vendent mieux lorsqu’ils sont ornés de motifs mignons. Il commence alors à utiliser des personnages de dessins animés existants sur ses articles. À la fin des années 1960, l’entreprise obtient la licence japonaise pour produire des articles à l’effigie de Snoopy, le chien du comic strip américain Peanuts.
En 1973, l’entreprise adopte officiellement le nom de Sanrio. Dans le livre これがサンリオの秘密です (Kore ga Sanrio no Himitsu Desu) (Voici les secrets de Sanrio), Tsuji explique que le mot 山梨 (Yamanashi), partie de l’ancien nom de l’entreprise, peut se lire Sanri en lecture on'yomi. Le o final vient de l’onomatopée オウ (ou), exprimant l’enthousiasme. Selon le site européen de Sanrio, le nom viendrait aussi des mots espagnols san (saint) et río (rivière).
Tsuji engage ses propres designers pour créer des personnages originaux afin d’éviter le paiement de droits d’auteur externes. Le premier personnage original de Sanrio, Coro Chan, est créé en 1973,. Hello Kitty rejoint l’univers Sanrio en 1974 et les premiers produits dérivés sortent l’année suivante. Ce personnage emblématique, reconnaissable à son absence de bouche visible, connaît des périodes de succès variables, mais demeure le personnage le plus lucratif de l’entreprise. Sanrio continue d’ajouter régulièrement de nouveaux personnages à son catalogue. Certains sont mis en avant temporairement, puis remplacés. Pendant un temps, le personnage Unico, une licorne créée par Osamu Tezuka et apparue dans deux films d’animation dans les années 1980, fait partie du catalogue Sanrio, mais les droits reviennent à la société de Tezuka après son décès en 1989.
En 2003, Sanrio reçoit le prix « Marque consciente de l’année » décerné par le Medinge Group en Suède pour ses principes de communication. L’entreprise collabore avec l’UNICEF depuis 1984. En 2006, elle lance Sanrio Digital avec Typhoon Games pour se développer sur Internet, dans les jeux en ligne et les services mobiles.
À partir de 2008 avec Jewelpet, Sanrio commence une collaboration avec Sega Toys pour créer des franchises médiatiques. D’autres collaborations suivent, comme Rilu Rilu Fairilu en 2016 et Beatcats en 2020,.
L’année 2010 marque le 50e anniversaire de Sanrio. À cette occasion, Build-A-Bear Workshop commercialise des peluches en édition limitée représentant des personnages Sanrio comme Hello Kitty, Chococat, My Melody et Keroppi.
Hello Kitty est parfois comparée au style du lapin Miffy. Le 26 août 2010, Mercis BV, représentant de Dick Bruna, créateur de Miffy, intente un procès à Sanrio pour contrefaçon concernant le personnage de Cathy, un lapin compagnon de Hello Kitty. Le 2 novembre 2010, un tribunal néerlandais donne raison à Mercis BV et interdit la commercialisation de Cathy au Benelux. Après le séisme et tsunami du 11 mars 2011, Sanrio et Mercis concluent un accord à l’amiable. Sanrio cesse la production des produits Cathy dans le monde entier, et les deux entreprises font un don commun de 150 000 € aux victimes du désastre.
En décembre 2011, Sanrio Global acquiert les droits des personnages Monsieur Bonhomme (Mr. Men), y compris la filiale Mr Men Films Ltd, en rachetant la société THOIP de Chorion.
En 2019, la Commission européenne inflige une amende de 6,2 millions d’euros (environ 6,9 millions de dollars) à Sanrio pour avoir bloqué les ventes transfrontalières de ses produits sous licence.
En juin 2020, Shintaro Tsuji annonce qu’il quitte la direction de l’entreprise, laissant la place à son petit-fils Tomokuni Tsuji, alors âgé de seulement 31 ans, devenant ainsi le plus jeune PDG d’une entreprise cotée japonaise. Shintaro Tsuji a dirigé Sanrio pendant 60 ans.

## Positionnement
Les produits Sanrio sont variés et couvrent toutes les saisons et les besoins du quotidien : articles de papeterie, fournitures scolaires, accessoires en tout genre, vêtement, décoration, peluches, figurines, etc. La population visée est principalement les jeunes adolescentes.
Sanrio a commencé à exporter des produits à partir de 1976 en ouvrant un magasin à San Jose en Californie. Aujourd'hui, plus de 4 000 points de vente Sanrio existent aux États-Unis, ce qui fait des Amériques le deuxième continent fan des produits Sanrio après l'Asie. Seuls quarante magasins sont des points de vente officiels Sanrio, les autres se voient céder une licence pour avoir l'autorisation de vendre les produits de la marque et partagent la philosophie du groupe. En France on ne compte guère plus de cent points de vente Sanrio.
Sanrio Europe comprend 500 employés et son chiffre d'affaires est d'environ 150 millions d'euros.

## Emplacements

### Japon
Sanrio possède deux parcs à thème au Japon : Sanrio Puroland situé à Tama, dans la préfecture de Tokyo, et Harmonyland, à Hiji, dans la préfecture d'Ōita, sur l'île de Kyūshū.

### Amérique du Nord

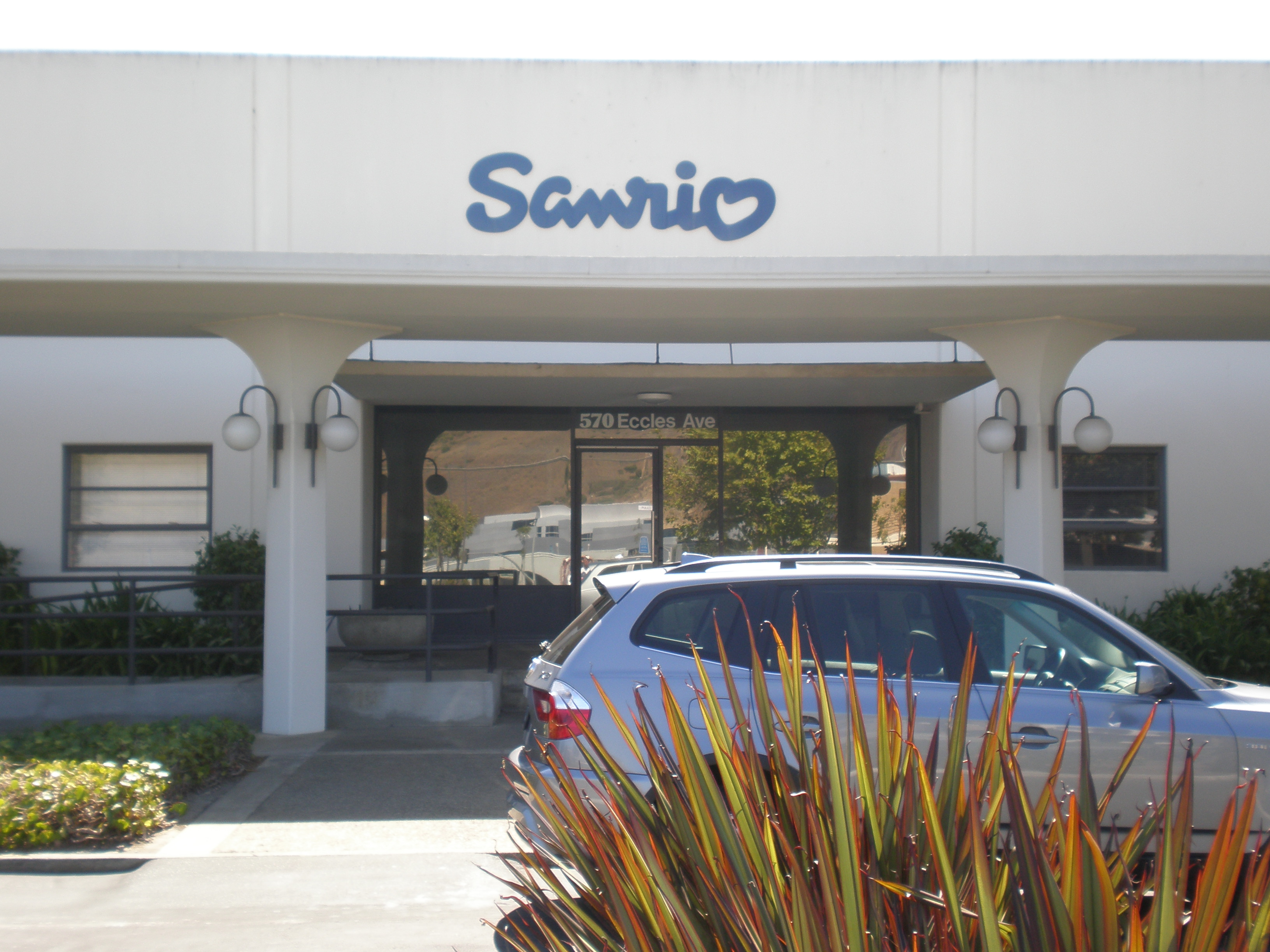
Siège de Sanrio, Inc. à South San Francisco

Sanrio, Inc. est la filiale nord-américaine de Sanrio. L'entreprise possède des bureaux à South San Francisco et à Torrance, en Californie. Le premier magasin de Sanrio dans l'hémisphère occidental a ouvert ses portes dans le centre commercial Eastridge de San Jose. En 2008, Sanrio, Inc. a ouvert une boutique haut de gamme appelée Sanrio Luxe à Times Square, à New York. Dans l’hémisphère occidental, les produits dérivés à l'effigie des personnages de Sanrio sont vendus dans plus de 13 000 points de vente, y compris des grands magasins, des boutiques spécialisées, des chaînes nationales, ainsi que dans plus de 85 boutiques Sanrio. En avril 2010, le premier et unique café sous licence Sanrio aux États-Unis (Sanrio Cafe) a ouvert dans la section Downtown du centre commercial Pearlridge à Aiea, à Hawaï.
En 2004, Sanrio Co., Ltd. a étendu sa licence à l'un de ses principaux licenciés et fournisseurs de peluches, Nakajima USA, lui conférant la propriété et la gestion de tous les magasins Sanrio aux États-Unis, la supervision des relations avec les magasins sous licence individuelle ainsi que la fourniture de tous les types de produits aux magasins de détail et aux clients en gros aux États-Unis.

## Personnages de Sanrio
- Adorozatorumary
- Aggretsuko
- Ahiru no Pekkle
- Badtz Maru
- Baku
- Balletusa & Primausa
- Boo Gey Woo
- Button Nose
- Charmmy Kitty
- Cherinacherine
- Chibimaru
- Chi Chai Monchan
- Chococat
- Cinnamoroll
- Coro Coro Kuririn
- Dear Daniel
- Deery Lou
- Dokidoki Yummy Chums
- Goropikadon
- Gudetama
- Hello Kitty
- Hoshinowaguma
- Jewelpet
- Keroppi
- Kuromi
- Kyupi
- Landry
- Little Twin Stars
- Monkichi
- My Melody
- Nyago
- Pandapple
- Patty & Jimmy
- Pekkle
- Picke Bicke
- Pink no Coriso
- Pinki Lili
- Pippo
- Pochacco
- Pompompurin
- Purin
- Pururun Kyupi
- Robowan
- Shinkansen
- Shirousa & Kirousa
- Spottie Dottie
- Sweet Coron
- Tabo
- Tenorikuma
- Tuxedo Sam
- U*SA*HA*NA
- Wish Me Mell

## Jeux vidéo basés sur les personnages de Sanrio
- Aggretsuko : 
  - 2015 : Aggretsuko : Match 3 Puzzle (iOS)
- Cinamoroll : Liste des jeux vidéo Cinamoroll
- Dear Daniel
  - 2000 : Dear Daniel no Sweet Adventure: Kitty-Chan o Sagashite (Game Boy Color)
- Gudetama
  - 2015 : Gudetama: Hanjuku de Tanomuwa (Nintendo 3DS)
  - 2016 : Gudetama: Okawari Ikagassuka (Nintendo 3DS)
- Hello Kitty : Liste des jeux vidéo Hello Kitty
- Jewelpet : Liste des jeux vidéo Jewelpet
- Keroppi
  - 1991 : Kero Kero Keroppi no Daibouken (NES)
  - 1993 : Kero Kero Keroppi no Daibouken 2: Donuts Ike ha Oosawagi! (NES)
  - 1993 : Keroppi to Keroriinu no Splash Bomb! (NES)
  - 1994 : Kero Kero Keroppi no Bouken Nikki (Super Nintendo)
  - 1995 : Kero Kero Keroppi to Origami no Tabibito (3DO, FM Towns)
- Little Twin Stars
  - 2011 : Little Twin Stars to Minna no Nurie (DSiWare)
  - 2016 : Shin Minna no Nurie Little Twin Stars (Nintendo 3DS)
- My Melody
  - 2005 : Onegai My Melody (Nintendo DS)
  - 2007 : My Melody Angel Book: Denshi Techou & Enjoy Game (Nintendo DS)
  - 2011 : Chara Pasha! My Melody (DSiWare)
  - 2011 : My Melody to Minna no Nurie (DSiWare)
  - 2015 : My Melody: Negai ga Kanau Fushigi na Hako (Nintendo 3DS)
  - 2016 : Shin Minna no Nurie My Melody (Nintendo 3DS)
- Pompompurin
  - 2017 : Shin Minna no Nurie Pompompurin (Nintendo 3DS)
- Crossovers
  - 1990 : Sanrio Carnival (NES, Game Boy)
  - 1992 : Sanrio Cup: Pon Pon Volley (NES)
  - 1993 : Sanrio Carnival 2 (NES, Game Boy)
  - 1993 : Sanrio World Smash Ball! (Super Nintendo)
  - 1994 : Sanrio Shanghai (Super Nintendo)
  - 1997 : Sanrio Uranai Party (Game Boy)
  - 1998 : Sanrio Time Net, versions Kako et Mirai (Game Boy Color)
  - 2003 : Sanrio Puro Land All-Characters (Game Boy Advance)
  - 2008 : DS Pico Series: Sanrio no Party Heikou! Oryouri - Oshiyare - Okaimono (Nintendo DS)
  - 2010 : DS-Pico Series: Sanrio Puro Land - Waku Waku Okaimono - Suteki na Oheya Otsukuri Masho (Nintendo DS)

- Tous : 
  - 2017 : Tomotoru (Android/IOS)